# Jaka Gasar
Jaka Gasar, slovenski fotograf, * 1980 Ljubljana.
Jaka Gasar je slovenski fotograf, zaposlen pri časopisni hiši Dnevnik.

## Razstave
Leta 2011 je v Slovenskem etnografskem muzeju razstavljal dokumentarne fotografije, s katerimi je postavljal na laž stereotipe in predsodke o romskih družinah, za katere Gasar pravi: "Ni važno, v kakšni baraki so ti ljudje živeli, 'vse se je svetilo od čistoče'."
Poleti 2013 je v razstavni seriji Skozi objektiv, ki jo organizirata Arne Hodalič in Mare Lakovič, razstavljal trideset črno-belih fotografij iz treh sklopov in sicer iz tri leta nastajajoče zgodbe o Jesenicah, ki je bila v slovenski izdaji National Geographica objavljena kot "najdaljša zgodba v zgodovini slovenske izdaje te revije", drugega o Wall Streetu na začetku izbruha finančne krize, in tretjega sklopa o romski družini iz Črnomlja, ki je bila primorana pol leta živeti v gozdu.

## Nagrade

### Čuvaj/watchdog, nagrada Društva novinarjev Slovenije
- 2013 za reportažno fotografijo iz leta 2012, portret ostarelega rešitelja mačke pred vodno ujmo.[4][5]
- 2015 za posamično fotografijo
- 2017 za reportažo
- 2022 za reportažo